# Talea

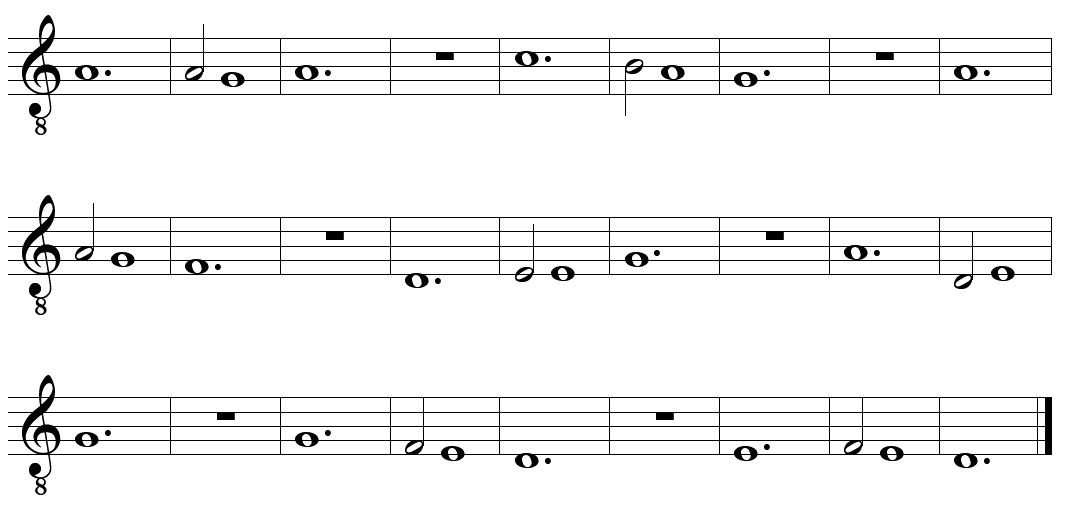
Izorytmický tenor z první části Kyrie ze Mše Notre Dame od Guillauma de Machauta (kolem roku 1360). 28-notový color vychází ze schématu taley ve čtyřech tempech, který se sedmkrát opakuje.

Talea (z francouz. taille – „díl, část, úsek“, mn.č. taleae) je rytmické schéma ve středověké hudbě. Jedná se o opakování tenoru (cantu firmu) v izorytmickém motetu.